# Eusphalera
Eusphalera is een geslacht van vlinders van de familie bloeddrupjes (Zygaenidae), uit de onderfamilie Chalcosiinae.

## Soorten
- E. aurantidiscus Joicey & Talbot, 1924
- E. bicolora Bethune-Baker, 1908
- E. burgersi Hering, 1922
- E. cadmium Joicey & Talbot, 1922
- E. casta Jordan, 1915
- E. flavifrons Jordan, 1912
- E. janthina Joicey & Talbot, 1922
- E. jordani Joicey & Talbot, 1922
- E. ligata (Rothschild, 1903)
- E. lutescens Bethune-Baker, 1908
- E. millionioides Joicey & Talbot, 1922
- E. multicolor Jordan, 1925
- E. nigrovata Bethune-Baker, 1908
- E. pernitens Jordan, 1925
- E. pratti Bethune-Baker, 1908
- E. regina (Rothschild, 1903)
- E. satisbonensis Jordan, 1915
- E. semiflava (Rothschild, 1904)
- E. splendens Bethune-Baker, 1922
- E. uniens Hulstaert, 1924